# Adolphe Henri Laissement
Adolphe Henri Laissement, né le 11 juillet 1854 à Paris 3e et mort le 9 avril 1921 à Paris 8e, est un artiste peintre français.

## Biographie
Entré en 1872 à l’École des beaux-arts de Paris, Adolphe Henri Laissement est un des plus brillants élèves d’Alexandre Cabanel. S’étant fait une spécialité du tableau de genre, toute sa vie a été entièrement consacrée à son art. 
Il est entré dans la notoriété avec Une lecture au comité de la Comédie-Française, où il avait groupé, autour de Jules Claretie, les portraits des sociétaires du théâtre. Il a conquis tous les grades de la hiérarchie des Salons, et plusieurs de ses œuvres ont obtenu des mentions et des médailles : une médaille d’or de 3e classe en 1898 ; une médaille de bronze en 1900 à l’Exposition universelle de Paris, et une médaille d’or en 1905, année où il a été hors-concours du Salon pour son tableau les Mauvais joueurs.
On lui doit entre autres toiles particulièrement bien accueillies au Salon, la Femme au fard. le Retour des Glaneurs, la Femme à la pie, Au salon des artistes français, les Joueurs d’échecs, etc. Excellent pastelliste, il a laissé, d’autre part, bon nombre de portraits exécutés au crayon végétal.
Spécialisé, dans ses dernières années, dans les portraits et les tableaux de genre anticléricaux dépeignant des cardinaux dans des saynètes anecdotiques — sujets alors à la mode —, il a fait, en 1920, à la galerie Georges Petit, une exposition de pastels qui a obtenu un immense succès. Décrit comme « profondément droit et noble », Laissement « ne manquait pas d'esprit » et « mettait dans ses notations anecdotiques une certaine malice agréable. »
Il était membre de la Société des artistes français et faisait partie des membres de la goguette du Cornet. En 1907, à la suite de son tableau les Journalistes républicains, il a été décoré de la Légion d’honneur. Mort des suites du tétanos, il a été, à l’issue de ses obsèques à l’église Saint-Louis-d'Antin de Paris, inhumé à Paris au cimetière de Montmartre.

## Distinctions
- Chevalier de la Légion d'honneur (1854).

## Œuvres

### Peintures
- Paris :
  - Comédie-Française : Une lecture au comité de la Comédie-Française, Salon de 1888.
  - musée Carnavalet : Portrait collectif des membres de l'Association des journalistes républicains Français, 1907.
- Soissons, musée de Soissons : Les Joueurs d’échecs, huile sur toile, 150,5 × 200 cm, inv. 93.7.2549.
- La Partie de billard au cercle Volney.
- La Femme au fard.
- Le Retour des glaneurs.
- Au salon des artistes français.
- Les Foins.
- Les Loisirs des Vacances.
- Le Miroir.
- La Femme à la pie.
- Les Dernières Nouvelles.
- Les Joueurs d’échecs.
- Le Bûcheron.

### Illustration d’ouvrages
- Georges Bois (ill. Adolphe Laissement Fernand Auguste Besnier, Émile Bourdelle), Les Damnées, Paris, Édouard Dentu, 1890, 159 p., fig. et pl. gravées ; in-8º (OCLC 877962634, BNF 30121285, lire en ligne sur Gallica).
- Hermine Lecomte du Nouÿ, Bons Amis, Paris, Émile Guérin, 1892, 220 p., pl. ; in-8º (OCLC 457821696, BNF 30767830).

## Galerie

Œuvres d'Adolphe Henri Laissement
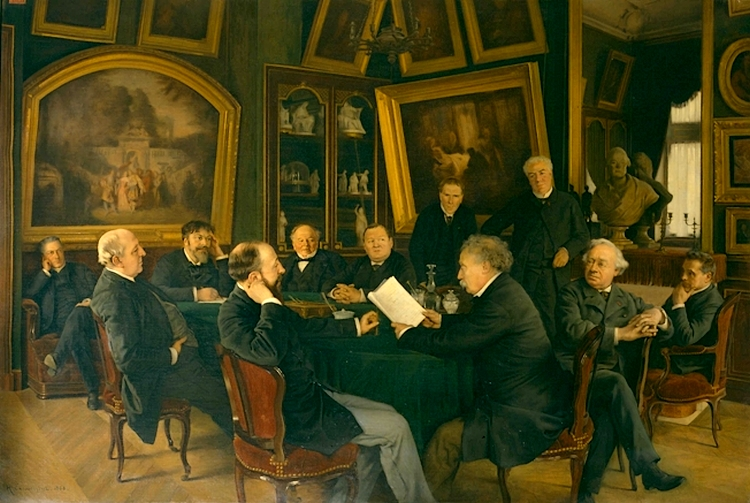
Une lecture au comité de la Comédie-Française (1888), Paris, Comédie-Française.
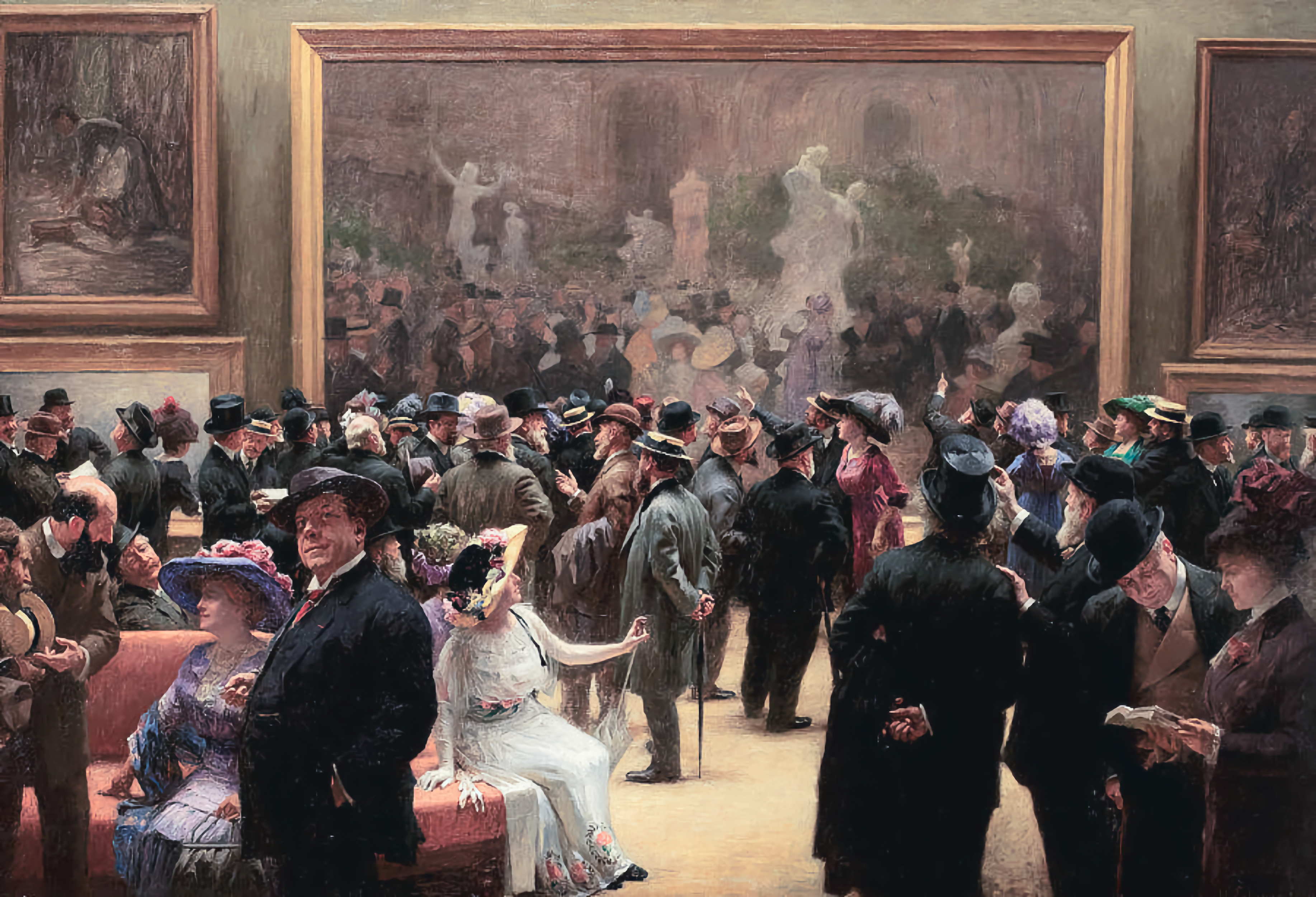
Au Salon des Artistes Français (1911), localisation inconnue.
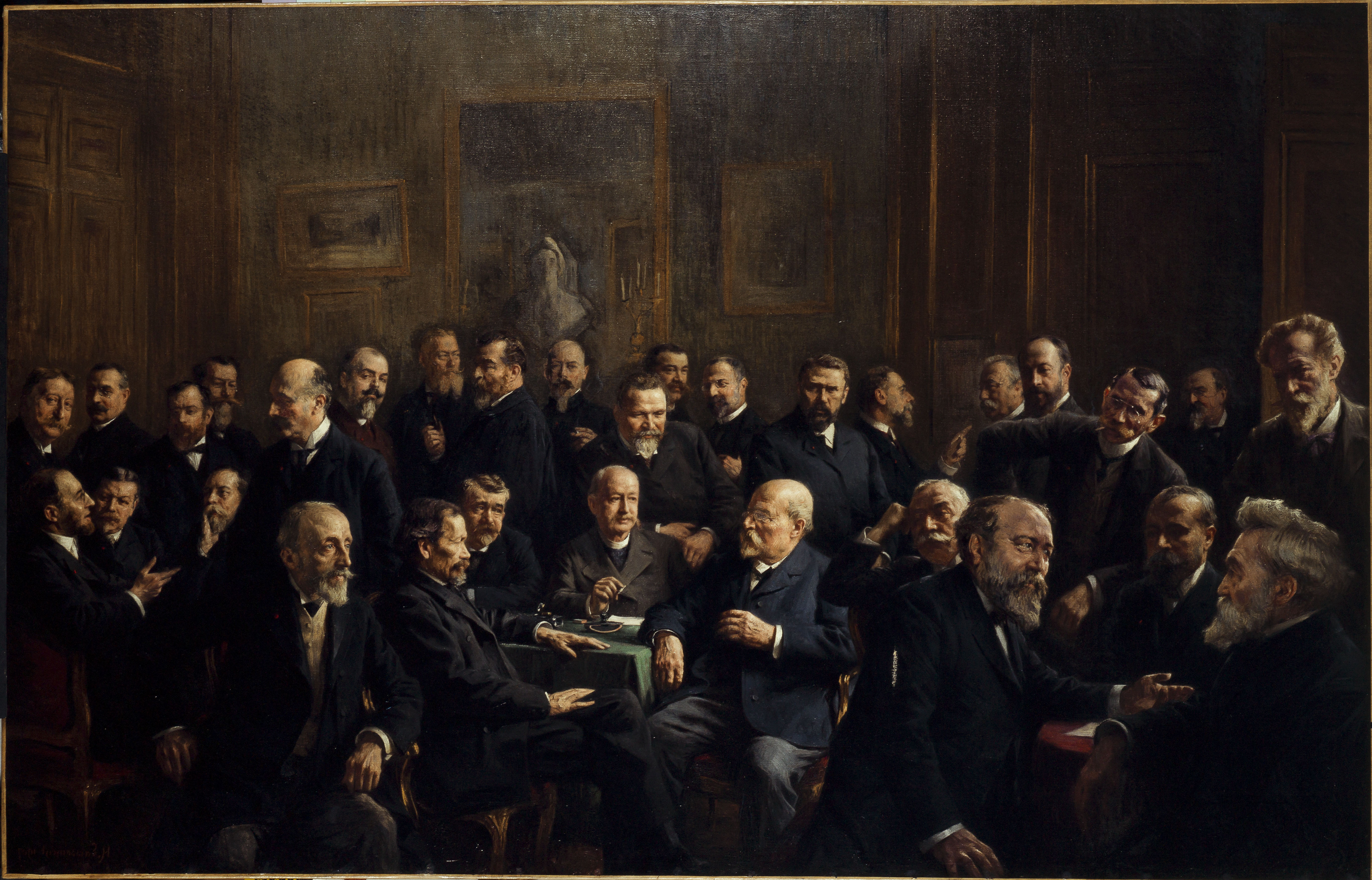
Portrait collectif des membres de l'Association des journalistes républicains Français (1907), Paris, musée Carnavalet.